# Francisco I. Madero, Amatenango de la Frontera
Francisco I. Madero är en ort i Mexiko.   Den ligger i kommunen Amatenango de la Frontera och delstaten Chiapas, i den sydöstra delen av landet, 900 km sydost om huvudstaden Mexico City. Francisco I. Madero ligger 1 551 meter över havet och antalet invånare är 740.
Terrängen runt Francisco I. Madero är bergig söderut, men norrut är den kuperad. Runt Francisco I. Madero är det ganska tätbefolkat, med 108 invånare per kvadratkilometer. Närmaste större samhälle är Frontera Comalapa, 17,2 km norr om Francisco I. Madero. I omgivningarna runt Francisco I. Madero växer huvudsakligen savannskog.